# Timberland (forêt)
Pour les articles homonymes, voir Timberland.
Le mot « Timberland » (littéralement « terre du bûcheronnage ») désigne — dans le domaine forestier, aux États-Unis — la partie des forêts ouverte à l'exploitation forestière, essentiellement située en zone tempérée.

## Données quantitatives

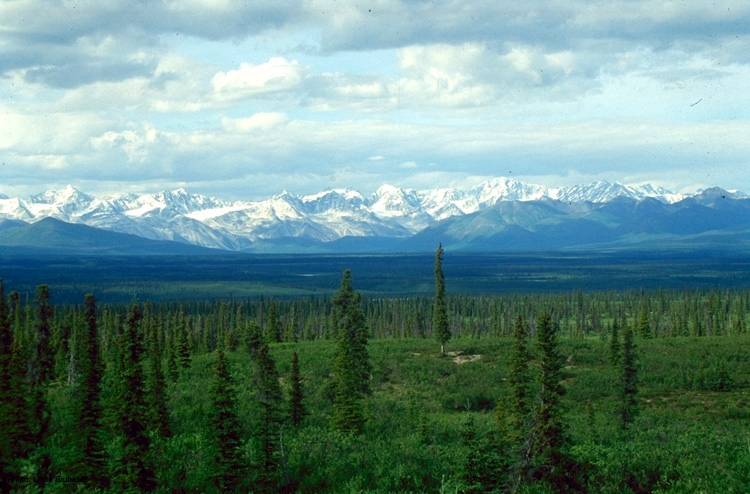
Picea glauca dans la taïga d'Alaska ;
Une grande partie du nontimberland (1/3 de toute la forêt des États-Unis, est constitué d'aires protégées ou de forêt peu productives, vulnérables aux incendies et maladies, poussant sur sols pauvres, peu accessibles, fragiles, mais le carbone qui y est stocké est en augmentation. Les zones forestières autorisées ont été à peu près stables aux États-Unis sauf en Alaska où les aires protégées ont fortement augmenté, ce qui n'a pas suffi à compenser la diminution du bois sur pied en Alaska.

Aux États-Unis, la forêt et les boisements couvrent environ 1/3 de la superficie totale du pays, soit environ 737 millions d'acres (295 millions d'hectares).

### Le«Timberland»
C'est la zone où l'exploitation forestière est permise (mais non obligatoire). 
En surface, le Timberland correspond aux 2/3 environ du total de ces forêts, classées comme
- sols boisés,
- forêts capables de produire au moins 0,6 m3 de bois d'industrie par acre et par année,
- terres non réservées à des fins incompatibles avec la production de bois.

Aux États-Unis de 1952 à 1995, la surface du Timberland a légèrement diminué (de 4 % au profit des aires protégées ou de l'urbanisation). 

Selon les données de l’USFS , les surfaces de forêt exploitées ont globalement peu évolué (avec des variations de moins de 10 % et une aire coupée moyenne qui a augmenté de 1 % de 1953 à 2007). 

Sur la même période, les aires enforestées du pays ont progressé de 0,5 %, et la densité forestière a augmenté dans une grande partie du pays.

La tendance de 1952 à 1995 puis 2010 a été à la croissance du stock de bois sur pied et de la densité moyenne (+ 55 % de 1952 à 1995, mais avec une répartition inégale entre résineux et feuillus et selon les régions ; c'est surtout dans le sud que les taux de croissance des feuillus et résineux a augmenté). En 1992, la croissance a compensé les exports dans tous les domaines, sauf pour les résineux dans le Sud, où les récoltes ont augmenté après la fin des années 1980 pour compenser les récoltes réduites dans les États de la côte du Pacifique qui ont réduit leur pression de coupe pour notamment protéger l'habitat de la chouette tachetée. Le stock croissant de bois contenait en 1992 une grande quantité de bois sain. la croissance du stock sur pied a été + 0,6 % par an de 1955 et 1995, et elle a surtout concerné des bois durs, ce qui signifie que le taux de carbone stocké a fortement augmenté).
La gestion sylvicole a donc permis de ne pas réduire la ressource forestière aux États-Unis, mais il existe des préoccupations au sujet de la biodiversité, de la fragmentation des forêts et de la disparition de certaines étapes de la succession (gros-bois, bois sénescent, bois-mort sur pied, décomposition), et la perte de ce qui est perçu par le grand public comme des ressources forestières non renouvelables.
Le diamètre moyen du bois récolté est un des indicateurs clé, or de 1976 et 1992, il a chuté de 35 % pour les États de la côte du Pacifique, 44 % pour les Rocheuses, et 18 % pour le Sud, ce qui montre que l'on coupe des arbres de plus en plus jeunes (notamment parce que les machines ne savent pas couper les gros bois). 
Inversement, dans le nord des États-Unis, après une course à l'intensification de l'exploitation, le diamètre moyen a réaugmenté sur la même période de 5 % pour les résineux et les feuillus.

### Le«Nontimberland»
- C'est le tiers restant de la superficie forestière restante, une sorte de 1/3 sauvage qui, bien que répondant aux critères de croissance des arbres du Timberland, a été mis en défend en tant que forêt de protection, parc national, aires protégées…  pour leur naturalité (Wilderness) ou simplement parce que constitués de sols pauvres ou secs incapables de produire des récoltes rentables de bois industriels.
- La plupart des zones boisées situées hors du Timberland sont considérées comme bien public, bien commun et sont propriété publique, incluant 36 millions d'acres de forêt productive (15 millions d'hectares) légalement retirée de l'exploitation forestière pour les inclure dans des parcs nationaux, et autres aires protégées. Mais la moitié environ de cette baisse a été compensée par des conversions de terres cultivées en forêts de production de bois d'œuvre, notamment dans le sud des États-Unis [6].
- Parmi les autres forêts du « Nontimberland », on compte environ 107 millions d'acres (43 millions d'hectares) de taïga (forêt boréale) et zones oligotrophes situés en Alaska.

## Enjeux
Ils concernent les paysages et la biodiversité, mais aussi le stock de carbone du sol, qui prend une importance croissante dans le cadre de la lutte contre le dérèglement climatique